# 熱導板
熱導板（Vapor Chamber），又稱為均溫板、超導熱板，其功能及工作原理與熱導管一致，為以其封閉於板狀腔體中作動流體之蒸發凝結循環作動，使之具快速均溫的特性，從而具快速熱傳導及熱擴散的功能。

## 熱導板的優勢
熱導板由金屬殼體、毛細結構及作動流體經退火、抽真空及封焊等製程所製成，亦約與熱導管一致；唯熱導管之熱傳導模式為一維，而熱導板則是二維，使熱導板除了有將熱從熱源傳導至散熱區域的熱導管傳統功能外，亦具有快速熱擴散功能，在熱管理運用中，可將高熱通量的點，迅速轉換為低熱通量的面；另，以其較熱導管大的腔體空間及必須含有的較多作動流體，使其較熱導管有較大的最大熱傳量，因此，最大熱傳量通常不會是熱導板運用或設計上所會遭遇的問題點。

## 熱導板的劣勢
熱導板的劣勢主要展現於其高製造成本所衍生的高單價（與熱導管相比），而其高製造成本則主要來自於殼體的封焊技術、對殼體結構強度的要求及對殼體表面平整度的要求；另，現行市量熱導板之毛細結構多為銅粉燒結毛細，燒結的製程成本及其不穩定性所衍生的品質成本，都是熱導板高成本不可忽略的原因。
熱管/熱導板製程須將其腔體內部注入工作流體（水）及抽真空，其成品之腔內壓力會處於當下溫度的飽和（水）蒸汽壓，若工作流體為水，當100℃時，其內部壓力會約等於外部的一大氣壓，亦即當其溫度低於100℃時，其內部壓力是低於外部大氣壓的。所以熱管/熱導板腔體若有微隙，不會是內部工作流體（水）蒸發，而是外部空氣滲入形成不凝結氣體，造成不良。